# Пилипенки (Кобелякский район)
Пилипенки (укр. Пилипенки) — село,
Комендантовский сельский совет,
Кобелякский район,
Полтавская область,
Украина.
Код КОАТУУ — 5321883806. Население по переписи 2001 года составляло 95 человек.

## Географическое положение
Село Пилипенки находится на расстоянии в 1 км от села Коваленковка и в 1,5 км от сёл Порубаи и Криничное.

## Происхождение названия
На территории Украины 3 населённых пункта с названием Пилипенки.